# Kamelot

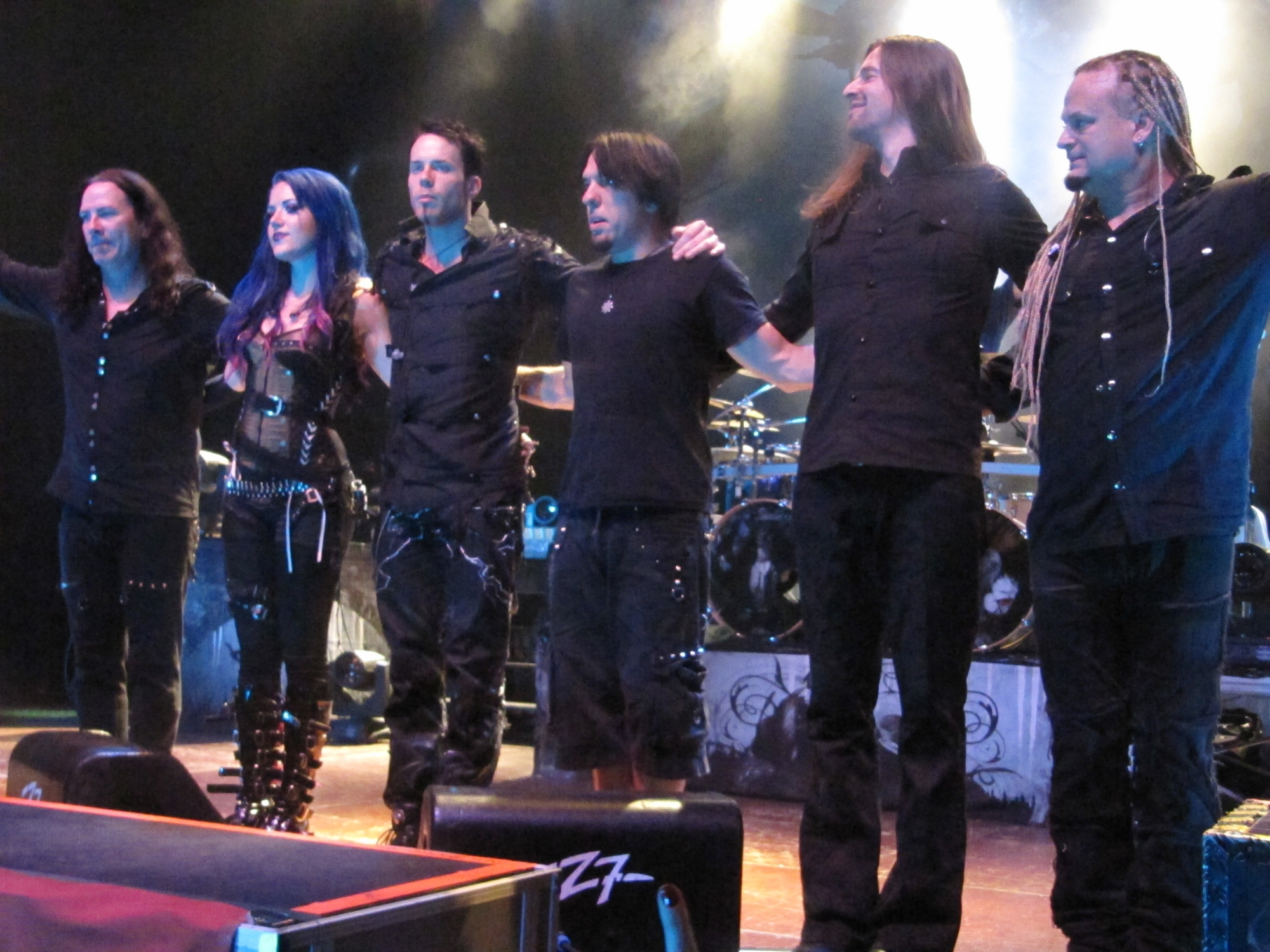
Kamelot 2013 med Alissa White-Gluz.

Kamelot är ett progressive power metal-band från Florida, USA. Bandets musik har även inslag av symphonic metal och progressive metal. Thomas Youngblood och Richard Warner grundade bandet 1991 i Florida och ett år senare skrev det ett skivkontrakt med Noise Records. 1995 utkom deras första album, Eternity, som enligt press var en av de mest lovande debuterna genom tiderna. 1997 lämnade Warner och Vanderbilt bandet, och ersattes av Roy Khan och Casey Grillo. Deras fjärde succéalbum The Fourth Legacy var det som skulle klassas som Kamelots verkliga rivstart på metal-karriären. De har hittills släppt tolv studioalbum; Epica och The Black Halo är centrerade runt de poetiska verken Faust, del ett och två. Sångaren Tommy Karevik är från Sverige och keyboardisten Oliver Palotai är från Tyskland. Resterande medlemmar är amerikaner.

## Medlemmar
Nuvarande medlemmar
- Thomas Youngblood – gitarr, bakgrundssång (1991– )
- Sean Tibbetts (Sean Christians) – basgitarr (1991–1992, 2009– )
- Oliver Palotai – keyboard (2005– )
- Tommy Karevik – sång (2012– )
- Alex Landenburg – trummor (2019– )

Tidigare medlemmar
- Mark Vanderbilt – sång (1991–1997)
- Ricard Warner – trummor (1991–1997)
- David Pavlicko – keyboard (1993)
- Glenn Barry – basgitarr (1992–2009)
- Casey Grillo – trummor (1997–2018)
- Roy Khan – sång (1998–2011)
- Jo Nunez – trummor (2018–2019)

Turnerande medlemmar
- Elisabeth Kjærnes – (?–2006)
- Günter Werno – keyboard (2000)
- Alex Holzwarth – trummor (2002)
- Mats Olausson – keyboard (2003; död 2015)
- Heather Shockley – sång (2005)
- Mari Youngblood – sång (2005–2007)
- Sean Tibbetts – basgitarr (2006–2009)
- Simone Simons – sång (2006–2013)
- Anne-Catrin Maerzke – sång (2007–2009)
- Amanda Somerville – sång (2009)
- Elize Ryd – sång (2010–2015, 2017, 2018)
- Charlotte Wessels – sång (2010, 2013, 2018)
- Jake E Berg – sång (2010–2011)
- Michael Eriksen – sång (2010, 2011)
- Alissa White-Gluz – sång (2011, 2012–2016, 2018)
- Tommy Karevik – sång (2011)
- Edu Falaschi – sång (2011)
- Fabio Lione – sång (2011–2012)
- Atle Pettersen – sång (2011)
- Linnéa Vikström – sång (2012)
- Coen Janssen – keyboard (2013)
- Marcela Bovio – sång (2014)
- Corvin Bahn – keyboard (2015)
- Kobra Paige – sång (2015–2017)
- Aeva Maurelle – sång (2016)
- Alex Landenburg – trummor (2017, 2018–2019)
- Hel Pyre – sång (2017)
- Noora Louhimo – sång (2018)
- Lauren Hart – sång (2018– )
- Clémentine Delauney – sång (2019)

## Diskografi
Studioalbum
- Eternity (1995)
- Dominion (1997)
- Siége Perilous (1998)
- The Fourth Legacy (1999)
- Karma (2001)
- Epica (2003)
- The Black Halo (2005)
- Ghost Opera (2007)
- Poetry for the Poisoned (2010)
- Silverthorn (2012)
- Haven (2015)
- The Shadow Theory (2018)

Livealbum
- The Expedition (2000)
- One Cold Winter's Night (CD och DVD) (2006)

Samlingsalbum
- Myths & Legends of Kamelot (2007)

## Video
- March of Memphisto (med Shagrath från Dimmu Borgir)
- The Haunting (somewhere in time) (med Simone Simons från Epica)
- Ghost Opera
- The Human Stain (2007)
- Rule the World (2008)
- Love You to Death (2009)
- The Great Pandemonium (2010) (med Björn "Speed" Strid från Soilwork)